# Xyris schneeana
Xyris schneeana là một loài thực vật hạt kín trong họ Hoàng đầu. Loài này được L.B.Sm. & Steyerm. miêu tả khoa học đầu tiên năm 1967.